# Elecciones parlamentarias de Grecia de 2009
Las elecciones generales de Grecia de 2009 tuvieron lugar el 4 de octubre de 2009. En ellas se disputaron los 300 escaños del Parlamento griego o Voule. El Movimiento Socialista Panhelénico (PASOK) consiguió una victoria decisiva en las elecciones, frente a partido Nueva Democracia. El primer ministro electo fue Yorgos Papandreu, que ya había sido parte del anterior gobierno griego del PASOK entre 1999 y 2004 en calidad de ministro de Exteriores.

## Resultados
| Elecciones generales de Grecia de 2009 | |                       |           |       |       |         |     |
| Partidos                               | Partidos | Líderes               | Votos     | %     | +/–   | Escaños | +/– |
|                                        | Movimiento Socialista Panhelénico Πανελλήνιο Σοσιαλιστικό Κίνημα, Panellinio Sosialistikó Kínima, ΠΑΣΟΚ                     | Yorgos Papandreu      | 3,012,373 | 43.92 | +5.82 | 160     | +58 |
|                                        | Nueva Democracia Νέα Δημοκρατία, Néa Dēmokratía                                                                             | Antonis Samarás       | 2,295,967 | 33.48 | −8.38 | 91      | −61 |
|                                        | Partido Comunista de Grecia Κομμουνιστικό Κόμμα Ελλάδας, Kommounistikó Kómma Elládas                                        | Aleka Papariga        | 517,154   | 7.54  | −0.61 | 21      | −1  |
|                                        | Concentración Popular Ortodoxa Λαϊκός Ορθόδοξος Συναγερμός, Laïkós Orthódoxos Synagermós                                    | Georgios Karatzaferis | 386,152   | 5.63  | +1.83 | 15      | +5  |
|                                        | Coalición de la Izquierda Radical Συνασπισμός Ριζοσπαστικής Αριστεράς, ΣΥΡΙΖΑ. Synaspismós Rizospastikís Aristerás, SYRIZA. | Alexis Tsipras        | 315,627   | 4.60  | −0.44 | 13      | −1  |

- Datos: Q863595
- Multimedia: Greek legislative election, 2009 / Q863595